# Palazzo Fraccia

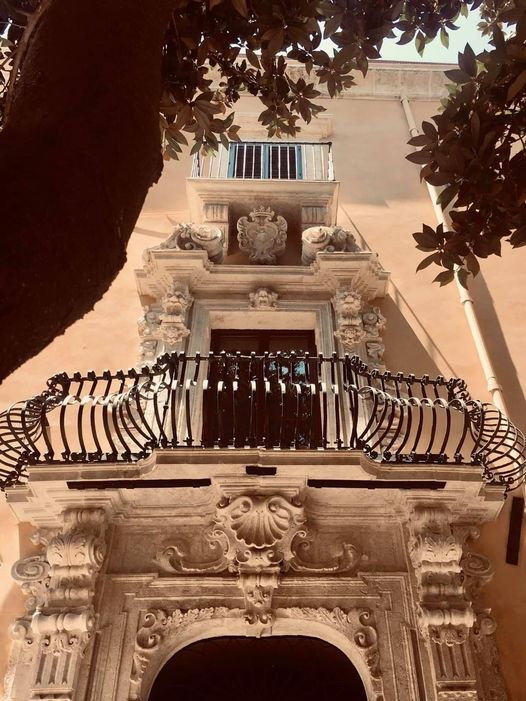

Il Palazzo Fraccia si trova nel centro storico di Alcamo, nella provincia di Trapani.

## Descrizione
Questo imponente palazzo fu costruito da Agostino Fraccia, diventato nel 1697 barone di Favarotta e Furni, per avere una dimora adeguata alla nuova posizione sociale acquisita dalla sua nobile famiglia, e si può senz'altro ritenere uno dei più belli edifici civili costruiti del settecento ad Alcamo.
Sulla facciata, in stile barocco, si trovano otto ingressi a piano terra: quello centrale è pieno di decorazioni; il portale, in travertino, a causa del ripristino del manto stradale, ha una base rialzata con semplici piedistalli, due capitelli e un arco ribassato (decorato finemente agli spigoli), sormontati da due mensole con decori in foglie e frutta, che sostengono il balcone d'onore.
Il portale del balcone è ugualmente ricco di decorazioni barocche, con due lesene, altri decori sui due lati, terminanti con tre maschere, la più grande al centro; sul timpano domina lo stemma di famiglia, formato da un cuore confitto da una freccia e sovrastato dalla corona baronale.
Gli altri cinque balconi al primo piano sono in pietra intagliata, le mensole sono scanalate e presentano delle decorazioni; al secondo piano ci sono altri cinque balconi, sempre in pietra, altre due finestre e due balconi da poco inseriti nel prospetto.
Varcato l'ingresso, ci troviamo nell'atrio: delle due scale preesistenti rimane solo quella che porta al primo piano; a fine ottocento è stata costruita un'altra scala che conduce al secondo piano.
Il palazzo è ubicato fra la ex Chiesa di San Nicolò di Bari (lato corso 6 Aprile) e la via Porta Stella, dove esistono altre due aperture al primo piano: qui si trovano otto camere con accessori e altre dieci al secondo piano.
Il terrazzo sovrasta la chiesa di san Nicolò, con una balconata posticcia, aggiunta nel secolo scorso.
Dagli anni cinquanta il palazzo è passato di proprietà dal marchese Patti di Santa Rosalia alle famiglie Manno, Paglino, Lucchese e Ippolito.